# Pizza Pizza

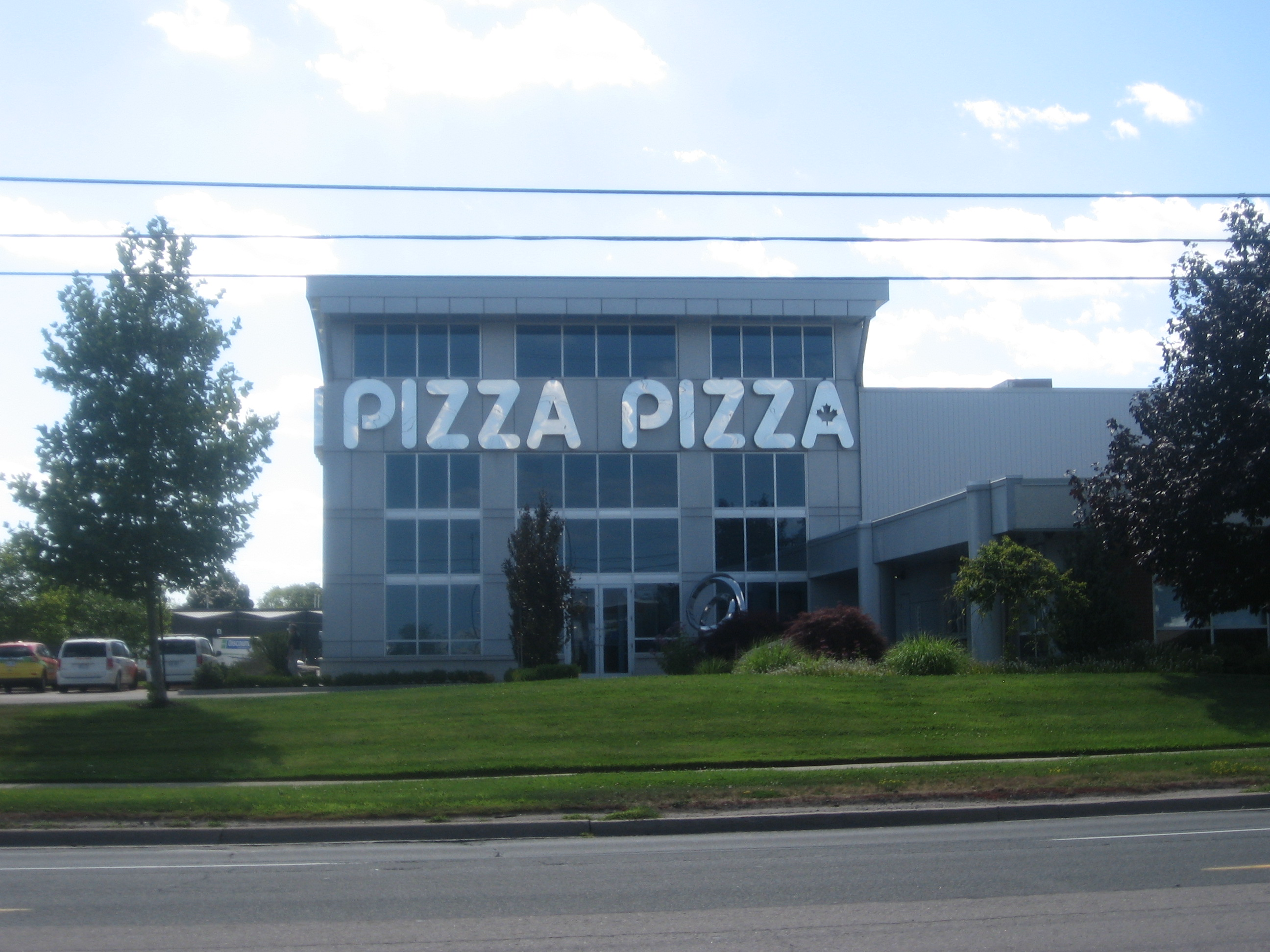
Foto de la sede corporativa de Pizza Pizza en 500 Kipling Ave. en Etobicoke, Ontario, Canadá.

Pizza Pizza es una franquicia internacional de pizzerías cuya base de operaciones se encuentra en la provincia de Ontario, Canadá. Otros restaurantes operan en el oeste de Quebec, en el oeste de Canadá (Alberta principalmente) bajo el nombre de Pizza 73, y en lugares no tradicionales, como los campus universitarios y de las salas de cine de Canadá. Cuenta con más de 500 locales, entre ellos más de 150 lugares no tradicionales. Más de un centenar de los locales tradicionales se encuentran en el Área del Gran Toronto.[cita requerida]

## Historia
La cadena, fundada y de propiedad de Michael Overs, abrió su primera tienda en diciembre de 1967 en la esquina de Wellesley, en Toronto. Se expandió por toda el área de Toronto en los años 1970, y por Ontario y Quebec, en los años 1980 y 1990. A inicios de los años 1990 se instalaron tiendas en Montreal, pero solo duraron un corto tiempo antes de cerrar. La cadena empezó a restablecerse en Montreal a finales de 2007.[cita requerida]
En 2005, la cadena anunció que consideraría la posibilidad de expandirse por el oeste de Canadá, incluyendo la potencial compra de cadenas locales existentes.[cita requerida] Esto llevó a un acuerdo en junio de 2007 para la compra de Pizza 73 en Alberta.[cita requerida] Ese mismo año, Pizza Pizza abrió su primer local de una nueva cadena de restaurantes de carne de pollo, llamada Pollo Chicken.[cita requerida]

## Controversias en Chile
Existe en Chile desde 2010, una empresa de similar nombre, manejada por el empresario Fernando Kaminetzky (ex-franquiciante de Domino's Pizza desde 1991 a 2006), la cual no tiene relación comercial alguna con la original canadiense. A principios de 2012, se hizo una investigación que apareció en el programa de TVN Esto no tiene nombre, en que se denunció un deplorable estado de los locales de Pizza Pizza, así como del higiene en el tratamiento de los alimentos, incluyéndose fecas de ratones, moscas, cucarachas, queso rancio, entre otras irregularidades. En abril de 2012, ya dos locales habían sido clausurados, y en cuatro se estaban realizando sumarios sanitarios. Pizza Pizza, luego de que el tema se masificara a través de las redes sociales, se defendió a través de Twitter calificando a la denuncia como un «fraude» puesto que supuestamente «todas las grabaciones (del programa) fueron hechas en un solo local», responsabilizando a los empleados de dicho local y advirtiendo con iniciar acciones legales.